# Rockford Icehogs
Rockford Icehogs är ett ishockeylag i AHL och farmarlag till Chicago Blackhawks. Laget spelar sina matcher i Rockford MetroCenter, en arena som har 10 000 sittplatser. Ett annat lag med samma namn har spelat i UHL, en lägre farmarliga mellan 1999 och 2007.